# NGC 7637
NGC 7637 este o galaxie spirală situată în constelația Octantul. A fost descoperită în 17 octombrie 1835 de către John Herschel. Se află la o distanță de 51,84 de megaparseci de Pământ.